# Garimpeiro

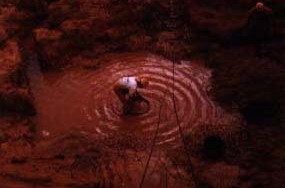
Diamantwinning in Mato Grosso

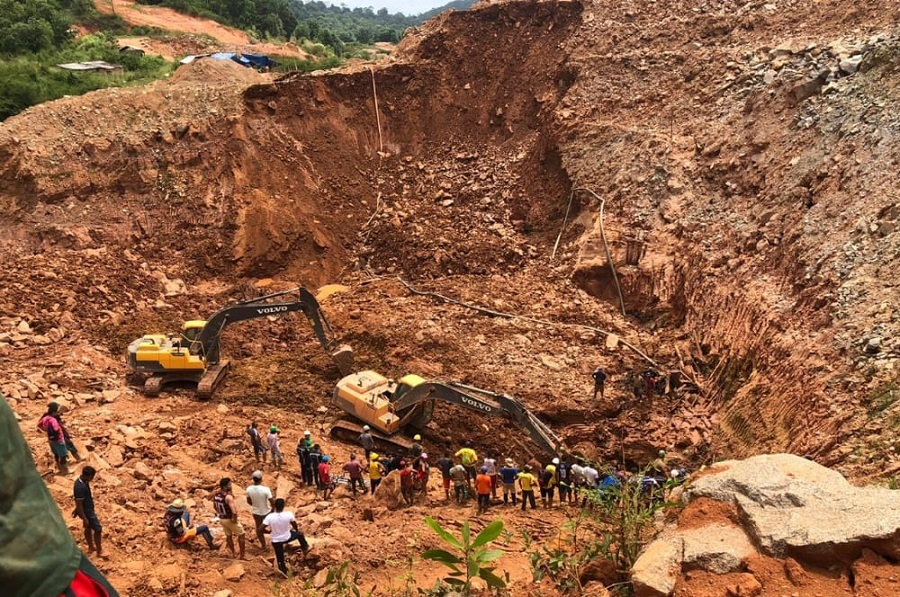
Aardverschuiving in een garimpeiromijn in Lourenço, Calçoene, Brazilië. Er vielen drie doden, maar drie konden nog worden gered (2020)

Een garimpeiro is een veelal illegale en informele goudzoeker in de Braziliaanse Amazone. De term wordt ook gebruikt voor niet-geautoriseerde diamantmijnwerkers in Angola en voor de Braziliaanse porknokkers in Suriname.
De informele goudwinning gaat soms gepaard met ernstige sociale en ecologische problemen. In het bijzonder leidt het gebruik van kwik om het goud te binden (amalgaamproces) tot rivier- en grondwaterverontreiniging. Het metaal hoopt zich op in de voedselketen en brengt daardoor vooral schade toe aan mensen die aan de oevers leven en zich hoofdzakelijk voeden met vis. In de nederzettingen van de garimpeiros – vaak ver weg van de ontwikkelde nederzettingen – zijn er meestal beperkte sanitaire omstandigheden en verspreiden ziektes zich zowel onder de garimpeiros zelf als onder de traditionele, inheemse bevolking. 
De situatie van de garimpeiros werd uitgebreid gedocumenteerd door de Braziliaanse fotograaf Sebastião Salgado. 
Het woord wordt ook veel gebruikt in Suriname, Frans-Guyana en Venezuela voor illegale goudzoekers.